# Sandracottus festivus
Sandracottus festivus là một loài bọ cánh cứng trong họ Bọ nước. Loài này được Illiger miêu tả khoa học năm 1802.